# Karine Chambonneau
Karine Chambonneau (ur. 9 stycznia 1979) – francuska kolarka BMX, srebrna medalistka mistrzostw świata.

## Kariera
Największy sukces w karierze Karine Chambonneau osiągnęła w 2002 roku, kiedy zdobyła srebrny medal w kategorii elite podczas mistrzostw świata w Paulinii. W zawodach tych wyprzedziła ją jedynie María Gabriela Díaz z Argentyny, a trzecie miejsce zajęła Czeszka Jana Horáková. Był to jedyny medal wywalczony przez Chambonneau na międzynarodowej imprezie tej rangi. Na mistrzostwach świata wśród seniorek wystąpiła jeszcze dwukrotnie, a na mistrzostwach świata w Brighton w 1996 roku była piąta wśród juniorek. Nigdy nie wystąpiła na igrzyskach olimpijskich.